# Henry Fielding
Henry Fielding (Sharpham Park, cerca de Glastonbury, Somerset, Reino de Inglaterra; 22 de abril de 1707-Lisboa, Portugal; 8 de octubre de 1754) fue un novelista y dramaturgo británico, conocido por sus escritos satíricos y humorísticos. Está considerado como el creador de la tradición novelística inglesa junto con su contemporáneo Samuel Richardson.

## Vida

### Infancia y juventud
Henry Fielding nació el 22 de abril de 1707 en Sharpham Park, cerca de Glastonbury, en el condado de Somerset, donde posteriormente se desarrollarían las tramas de algunas de sus novelas. Su padre, el coronel Edmund Fielding (1680–1741) —más tarde (1736–1737) gobernador Fielding de la isla de Jersey, y finalmente general Fielding—, aunque de escasa fortuna personal, era de sangre noble (descendía de los condes de Denbigh, y estaba emparentado con algunas de las más ilustres familias de Inglaterra), y ocupaba un alto cargo en el ejército de lord Marlborough. Su madre, Sarah Gould Fielding, también era miembro de una distinguida familia de Somerset: el padre de esta, sir Henry Gould (1643–1710), era un juez del Tribunal Supremo de Inglaterra, y alcanzó gran renombre en su tiempo; su madre, lady Sarah Gould, era hija de un acaudalado comerciante londinense, Richard Davidge, que le había legado una cuantiosa fortuna y numerosas propiedades en Dorset y Somerset, entre ellas el propio Sarpham Park.
El matrimonio entre Edmund Fielding y Sarah Gould se realizó, previo rapto, sin el consentimiento paterno, lo cual llevó al juez Gould, en un primer momento, a desheredar a su hija. Como quiera que esta había quedado ya embarazada de Henry, que sus medios eran escasos, y que además era la única hija del juez, este finalmente se avino a perdonarla, y testó a su favor unas 3000 libras para la compra de una granja en East Stour, Dorset, con la condición de que las rentas de la misma habrían de beneficiar únicamente a Sarah y a sus hijos. Henry Fielding era el hijo mayor de los siete que tuvo el matrimonio de Edmund Fielding con Sarah Gould: dos hijos (el propio Henry, y Edmund —1716–1755—) y cinco hijas (Sarah, Beatrice, Ursula, Anne y Catherine), de entre las que destacó la también novelista Sarah Fielding, tercera hermana de los siete.
El padre de Henry fue llamado de nuevo a filas poco antes de que este naciera (participó al servicio de lord Marlborough en la guerra de sucesión española, habiendo destacado en la batalla de Blenheim en 1704), y Sarah se mudó al hogar paterno, Sarpham Park, para dar a luz. Henry pasó los primeros años de su vida entre la casa familiar de su abuelo y la granja de East Stour, mientras su padre permanecía ausente la mayor parte del tiempo. En abril de 1718, cuando Henry contaba 11 años, su madre, Sarah Gould Fielding, murió. Poco después de su muerte, Edmund Fielding dejaría a sus hijos al cuidado de su abuela, lady Gould, y marchó a Londres, donde se casó, en 1719, con Anne Rapha, una viuda católica que traería seis hermanastros a la familia, incluyendo al futuro juez reformista sir John Fielding.
La infancia de Henry a partir de la muerte de su madre no fue fácil. Al parecer, su abuela era una mujer severa que no soportaba al padre de Henry, con el que se vio enfrentado con frecuencia. Cuando en 1720 estalló la Burbuja de los mares del Sur, Edmund Fielding sufrió numerosas pérdidas, de manera que en 1721, para hacer frente a sus acreedores, vendió buena parte de las propiedades de sus hijos, que no le pertenecían y sobre las que no poseía poder alguno, dado que estaba explícitamente excluido del testamento de sir Henry Gould. A consecuencia de esto, lady Gould lo denunció a los tribunales de la Cancillería, que fallaron a su favor y dejaron a los hijos de Edmund bajo la custodia de lady Gould a finales de 1721. A raíz de esto, Henry jamás volvería a tener gran relación con su padre, aunque viviría su juventud gracias a una modesta asignación del mismo. Durante este tiempo, Henry fue alumno de un clérigo de las proximidades, el reverendo Oliver de Motcombe, que pudo ser el modelo de uno de los personajes más cómicos y celebrados de su novela Joseph Andrews, el reverendo Abraham Adams.
En 1719, su abuela lo había mandado a estudiar a Eton College, donde permanecería interno hasta 1724. Allí recibió una educación clásica que le permitió conocer a los grandes escritores y pensadores de la literatura grecolatina que tanto llegaría a admirar. Refiriéndose a sus conocimientos de lenguas, Fielding escribiría mucho más tarde, en 1730, a Robert Walpole: "Tuscan and French are in my head; / Latin I Write, and Greek — I read" («El toscano y el francés están en mi cabeza; el latín lo escribo, y el griego... lo leo»). En Eton, además, Fielding trabó amistad con los que luego serían poderosas figuras del país, a saber, lord George Lyttelton, que sería Chancellor of the Exchequer (Canciller del Tesoro) y futuro mecenas de Fielding, y William Pitt «el Viejo», futuro primer ministro. A pesar de la severidad de Eton, Fielding se volvió un tanto rebelde y levantisco, e incluso trató de secuestrar a Sarah Andrew, una rica heredera de 15 años, prima suya, en 1725. Durante su educación en Eton debió además familiarizarse con los clásicos ingleses de la Restauración, como Congreve, Milton, Dryden, o Farquhar, y con la obra de contemporáneos, como lord Chesterfield, Swift, Defoe y Pope.
Tras su salida de Eton, en 1724, se dedicó a viajar por el país, escribiendo y traduciendo a los clásicos latinos. En 1727 se estableció en Londres, donde comenzó a escribir comedias teatrales y poesía. Animado por lady Montagu —ilustrada prima suya—, Fielding escribió en 1728 dos obras, de las cuales Love in several masques (El amor en varias máscaras) fue representada en el prestigioso teatro de Drury Lane, con un éxito irregular que acarreó pérdidas al director del teatro, Colley Cibber. Estas primeras obras estaban marcadamente influenciadas por el estilo y los cánones desarrollados tras la Restauración por dramaturgos como Steele o Dryden.
Ese mismo año, a pesar de sus actividades teatrales, Fielding decidió abandonar Inglaterra, y viajó al continente para realizar, supuestamente, su Grand Tour. Así, marchó primeramente a los Países Bajos, donde se matriculó, ese mismo año, en la Universidad de Leiden. Se ignora lo que estudió allí, pero se sabe que no completó sus estudios. En verano de 1728, aprovechando el receso estival de las clases, regresó a Inglaterra, donde se dedicó a escribir poesía y periodismo político. Desde un principio, y a pesar de que él mismo fue un acérrimo whig durante toda su vida, manifestó su desagrado hacia Robert Walpole, el por entonces todopoderoso primer ministro; en una balada publicada ese año en el periódico opositor The Craftsman, causó gran polémica al lanzar sus dardos contra Walpole. En 1729 volvió a Leiden, pero su situación financiera, que dependía en buena medida de la asignación que le daba su padre, se había visto deteriorada y hubo de regresar, tras un peculiar periplo por Francia e Italia, a Inglaterra: su padre había enviudado y se había vuelto a casar, incrementando sus obligaciones financieras, y, además, la renta que Henry recibía de la herencia de su abuelo era, gracias al desfalco que su padre Edmund había realizado en 1721, muy pequeña.

### Carrera como dramaturgo
A su regreso a Londres en verano de 1729, trató de representar algunas otras obras de teatro que había escrito en sus viajes, pero Colley Cibber le cerró las puertas del Drury Lane y tuvo que recurrir a otros teatros menores, donde al fin logró estrenar, en 1730, su segunda comedia, The Temple Beu (El galán del Temple), abandonando el canon de la Restauración a favor del estilo más ligero preconizado por otros autores, como John Gay. Siguió escribiendo obras teatrales, y logró labrarse un cierto renombre; en este período escribió unas 25 piezas, de las que dos, The Author's Farce (La farsa del autor, feroz sátira política con, además, violentos ataques personales contra Colley Cibber), y The Tragedy of Tragedies; or, The Life and Death of Tom Thumb the Great (La tragedia de las tragedias, o la vida y la muerte de Pulgarcito el Grande), ambas sátiras políticas contra Walpole, alcanzaron gran éxito. En 1736 se hizo además empresario teatral, y comenzó a producir sus propias obras en el New Theatre, del que se hizo cargo, escribiendo obras como la sátira política Pasquin. Debido a su gran éxito como dramaturgo, desde 1732 había vuelto a estrenar en el Drury Lane, teatro con el que seguiría vinculado hasta que, en 1737, el primer ministro Robert Walpole, que había sido objeto de visceral sátira en la mayoría de las obras de Fielding (y era atacado de continuo por la inmensa mayoría de los dramaturgos de la época), hizo que el parlamento aprobara una ley de censura teatral (la Theatrical Licensing Act, que parece que se dirigió sobre todo contra el propio Fielding), y que puso fin a la carrera dramática de Fielding.
Algunas de las obras de teatro de Fielding más celebradas son Don Quijote en Inglaterra (1734), pieza en la que se pone de manifiesto su temprano interés por la obra de Cervantes, que tanta influencia tendría luego en su obra narrativa, y, quizás, La virgen desenmascarada y su particular Tom Thumb.

### Carrera como escritor
Al tiempo que se dedicaba al teatro, Fielding cultivó con singular talento un estilo satírico y hasta procaz en los artículos que escribió, bajo seudónimo, en The Craftsman, periódico de corte tory. El 28 de noviembre de 1734, después de un noviazgo de cuatro años, se casó con Charlotte Craddock, una rica heredera. De ese matrimonio nacieron cinco hijos.
A lo largo de su vida, Fielding se labró una cierta reputación de vividor y manirroto, parecida de algún modo a la de su propio padre: su carácter, extremadamente alegre y optimista, como lo pinta Elizabeth Montagu; su despreocupación por los asuntos económicos; su propia cuna, que lo orientaba hacia una vida disipada de noble caballero; su obstinación en no resignarse por los avatares de la vida... son algunos de los rasgos de su carácter que sus contemporáneos nos han legado. De hecho, poco después de casarse con Charlotte Craddock, y dada la vida disipada que llevaron, el matrimonio se vio sin grandes medios para sostenerse, de manera que, al terminar bruscamente su carrera dramática en 1737, Fielding decidió, con 30 años, estudiar Derecho. Con ayuda de sus familiares e influyentes amigos, logró ingresar en Middle Temple, facultad de leyes de Londres, y hasta 1740 estudió en ella Derecho. Al tiempo, para poder sostener a su familia, cultiva además las colaboraciones periodísticas que llevaba manteniendo desde tiempo atrás con The Craftsman y, a partir de 1739, con la revista de corte whig opositor, The Champion, a la que se incorpora como editor, y en la que escribió, bajo el seudónimo de Capitán Hércules Vinagre, numerosos artículos satíricos sobre la vida cotidiana de este supuesto capitán, sin perder ocasión para atacar a Walpole. A pesar de todo, Fielding se vio asfixiado por las deudas, y hay constancia de que en 1740 llegó a aceptar sobornos de Walpole para rebajar el tono de sus críticas.

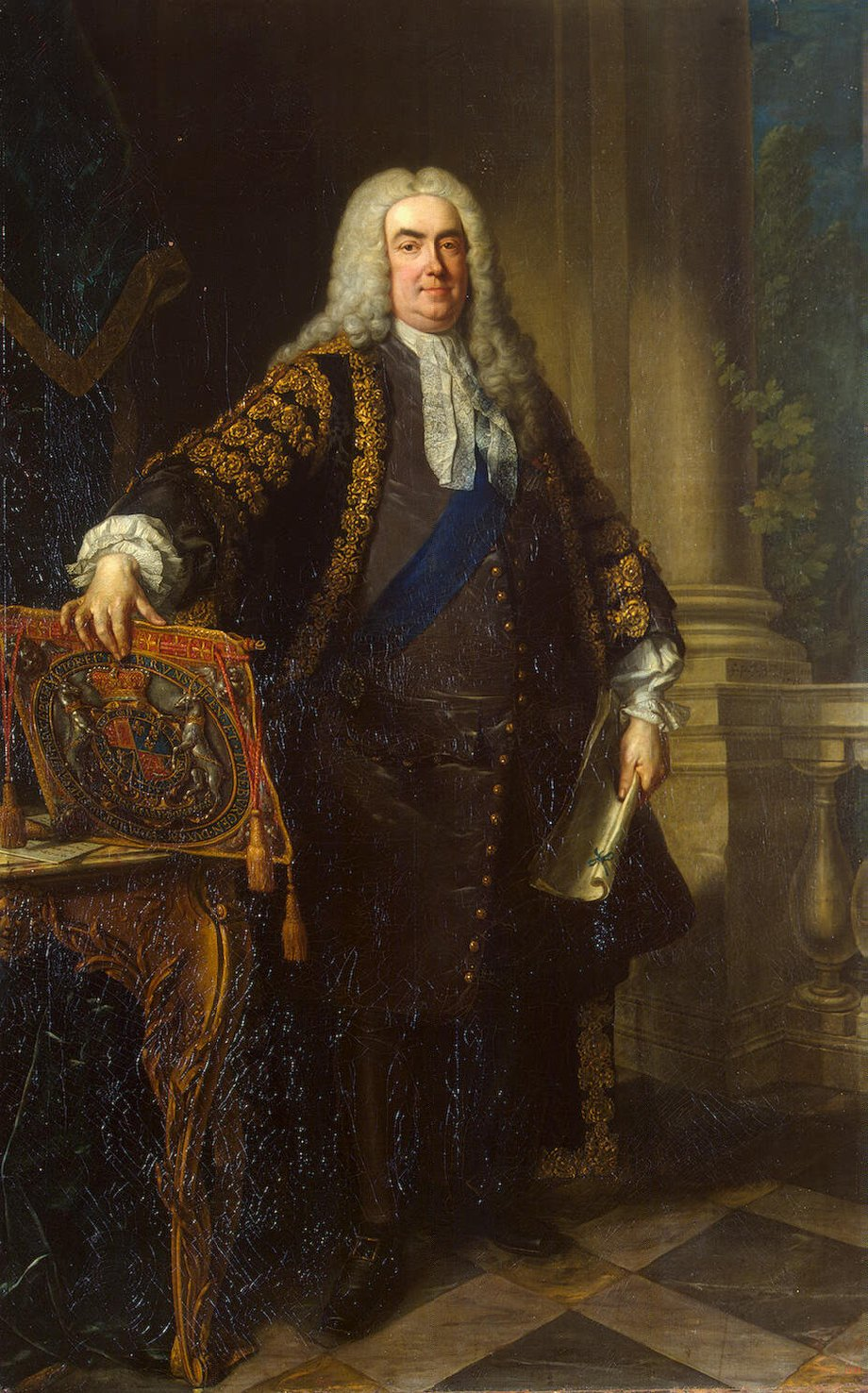
Robert Walpole, el primer primer ministro, fue blanco de grandes críticas de Fielding, y acérrimo enemigo del mismo, hasta el punto de lograr vetarlo como dramaturgo.

En 1740, dos años antes de lo habitual, Fielding dio por concluidos sus estudios de leyes y fue admitido en el Colegio de Abogados, pudiendo ejercer la abogacía. A partir de este momento comenzó a encargarse de causas judiciales en los condados del suroeste de Inglaterra (Somerset, Cornualles, Devon, Dorset y Hampshire). Sin embargo, parece ser que los ingresos obtenidos del ejercicio del Derecho no eran suficientes, y que, aunque fue ayudado financieramente por su amigo y filántropo el célebre Ralph Allen, tuvo que dedicarse a la literatura. Así, este año, 1740, marca un punto de inflexión en su carrera, al comenzar a escribir ficción: desde 1740 hasta su muerte, en 1754, Fielding alternó el Derecho con la literatura, en la que alcanzaría un éxito sin precedentes.

### Carrera como novelista
Su carrera como novelista comenzó en 1741, cuando se publicó su primera novela y gran éxito, An Apology for the Life of Mrs. Shamela Andrews (Apología de la vida de Mrs. Shamela Andrews). Shamela es una de las numerosas obras que aparecieron en la época parodiando la Pamela de Samuel Richardson, una novela moralizante, iniciadora del género epistolar, que había aparecido el año anterior (1740), convirtiéndose de inmediato en un best-seller. La protagonista de la obra de Richardson era una virtuosa criada que resistía los avances galantes de su señor. Fielding la atacó con dureza, rechazando el mercadeo de la virtud con el que Pamela triunfa en la obra homónima y denunciando la hipocresía de Richardson. La sátira de Fielding apareció anónimamente, pero el propio Richardson, que estaba en buenas relaciones con las hermanas de Fielding, no tuvo dudas en cuanto a su autoría. Aunque en el pasado se planteó la duda de si Fielding había sido el verdadero autor de esta obra, actualmente la crítica no tiene dudas al respecto.
Al año siguiente, 1742, publicó otra obra en la misma línea, esta vez sobre el hermano de Pamela: Joseph Andrews, siguiendo el modelo cervantino (trama itinerante, protagonista acompañado, constante ironía). La crítica actual reconoce al Joseph Andrews, cuyo título completo es La historia de las aventuras de Joseph Andrews y su amigo Abraham Adams, escrita a imitación del estilo de Cervantes, autor de Don Quijote, como su primera gran novela. La novela, de carácter picaresco e inspirada en Cervantes, parodia de nuevo la Pamela de Richardson, pero, paradójicamente, el hermano de Pamela, Joseph, se muestra en esta obra más virtuoso y resuelto que su hermana, al rechazar los favores de la viuda rica Lady Booby, y mantenerse constantemente fiel a su amada Fanny. A Joseph Andrews se debe, además, una de las creaciones cómicas más memorables de la historia de la literatura inglesa, el reverendo Abraham Adams, quien acompaña a Joseph en todo su periplo, aconsejándolo y sirviendo de elemento cómico durante toda la obra.

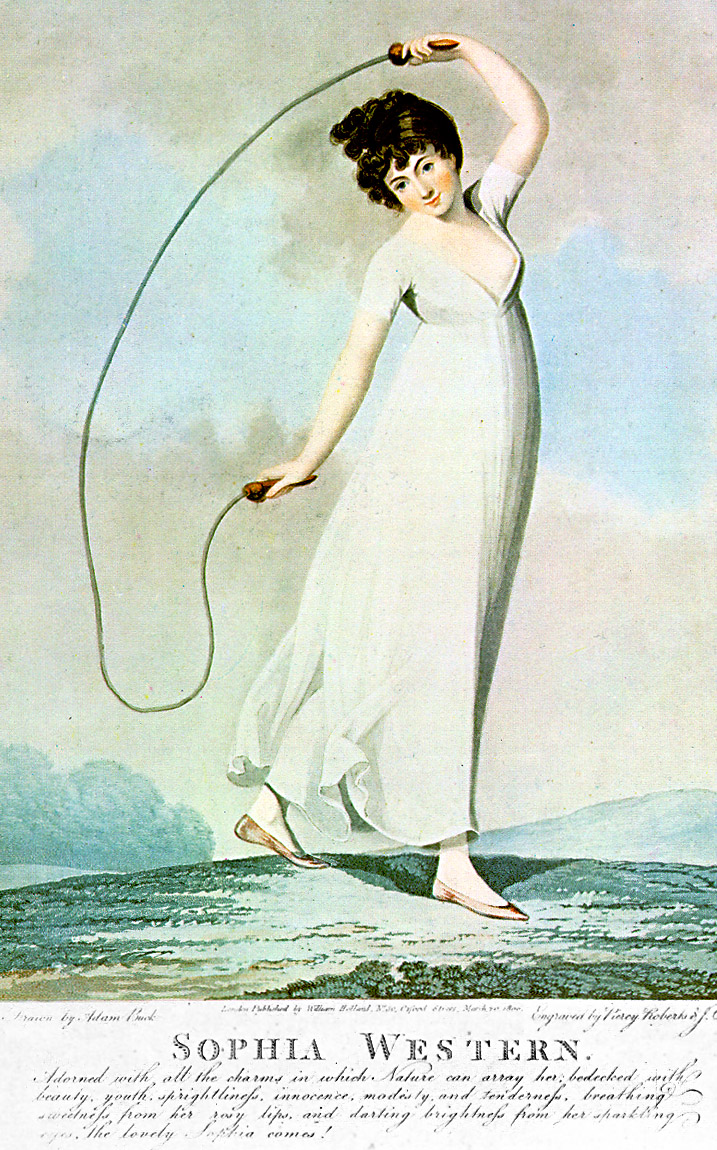
Lámina de 1800 que representa a Sophia Western, para la creación de la cual Fielding se basó en su mujer Charlotte, con un vestido estilo Imperio. Grabado por J.C. Stadler y Piercy Roberts a partir de un dibujo de Adam Buck.

En 1743 publicó Misceláneas (Miscellanies), en la que se incluyen ensayos y ficción, y en la que puede leerse la novela Jonathan Wild (The History of the Life of the Late Mr Jonathan Wild the Great), basada en la vida de ese famoso ladrón de la época, y que satiriza al gobierno de Walpole. Curiosamente, la obra se publicó mediante suscripción, y uno de los suscriptores fue el mismo Robert Walpole, ya en sus horas más bajas.
En 1744 murió su mujer, Charlotte, a la que con el tiempo adoptaría como modelo de sus dos heroínas más famosas: Sophia Western (heroína en su Tom Jones) y Amelia. En estos años, a pesar del éxito literario —durante este tiempo había publicado dos volúmenes de periodismo político: El patriota (1745) y Diario jacobita (1747), así como un relato novelado basado en un hecho real, El marido femenino (The Female Husband), al tiempo que había iniciado la redacción, en 1745, de su opus magnum, el Tom Jones—, del ejercicio de la abogacía y del apoyo que recibió de personajes tan destacados como el ya mentado George Lyttelton o el hacendado mecenas Ralph Allen, comenzó el declive físico de Fielding, cuya salud, aquejada de gota
y tisis, se resentiría hasta morir diez años después.
En 1747, ironías del destino, Fielding se casó —como Mr.B, el caballero que en Pamela se acaba casando (suscitando el rechazo de Fielding) con su sirvienta Pamela— con Mary Daniel, que había sido doncella de su esposa y estaba embarazada de seis meses. Por mediación de su amigo el duque de Bedford, Fielding fue nombrado magistrado de la Comisión de la ciudad de Westminster (Londres) en 1748, y, en 1749, a su vez, magistrado miembro de la Comisión para el condado de Middlesex. Estos puestos no eran nada envidiables, pues ni estaban remunerados ni debían de ser nada satisfactorios habida cuenta de la gente con la que había que lidiar.
Durante este período, se dedicó a escribir el Tom Jones, que entregó al editor en 1748 y fue publicada a principios de 1749. Tom Jones, novela picaresca, fue un éxito desde el primer instante, logrando vender en el primer año la espectacular cifra de 10000 ejemplares. El éxito se produjo además a pesar de las demoledoras críticas que recibió por parte de algunas de las figuras más relevantes del panorama intelectual de la época: Samuel Richardson manifestó su absoluto desprecio por la obra y su autor; el gran Samuel Johnson se opuso claramente en su The Rambler a la novela, prefiriendo la Clarisa de Richardson (dijo incluso no haber leído más que el comienzo del Tom Jones).
No obstante, fue un gran éxito, y a posteriori se ha reconocido como una de las más grandes novelas de la literatura universal, admirada por su perfección formal (trama simétrica, ausencia de elementos superfluos, perfección con la que todo engrana), su hito como primera gran novela realista al ofrecer un excelente retrato de la sociedad de la época.

### Fin de sus días
Ese mismo año, 1747, Fielding fue nombrado London's Chief Magistrate (magistrado jefe en Londres, una suerte de juez de lo criminal para el área metropolitana de Londres). Con la ayuda de su hermanastro ciego, sir John Fielding, se instaló en Bow Street, en el barrio de Covent Garden, donde ejerció hasta su muerte como juez. En este período final de su vida entró en contacto con los más bajos fondos de Londres: en ese tiempo, Covent Garden era uno de los distritos de mayor delincuencia de la ciudad de Londres, ya por aquel entonces una de las mayores urbes del mundo.
Parece ser que se volcó en su nuevo puesto, donde trató de mejorar la situación del barrio buscando solución a los problemas sociales de la época: publicó panfletos a favor de la prohibición de la ginebra, que causaba estragos en las clases bajas (fue a instancias de Fielding que su amigo William Hogarth realizó el famoso grabado Gin Lane, al tiempo que Fielding publicaba An enquiry into the causes of the late increase of robbers). En otro panfleto, Proposal for making effective provision for the poor (Propuesta para la creación de un fondo para los pobres), propuso la creación de un fondo de asistencia para pobres, adelantándose así a la famosa Ley de Pobres inglesa. También abogó por la prohibición de las ejecuciones públicas, todo un espectáculo popular en la época que Fielding consideraba bárbaro e innecesario, y por la supresión de los cadalsos y la persecución de la tortura. A su vez, ayudó a fundar lo que algunos consideran la primera fuerza policial de Londres y una nueva forma de lucha contra el crimen: los Bow Street Runners (1750), predecesor de Scotland Yard, cuerpo que reconoce a Fielding como pionero en la fundación de esta policía metropolitana.
De esta manera, su última novela, Amelia, publicada en 1751, muestra a un Fielding mucho menos satírico y más comprometido con los problemas sociales que pudo observar desde su cargo de juez de Covent Garden. La obra, pionera en la narración social, es un relato lleno de penalidades, de carácter casi opresivo, muy distinto al de sus otras novelas, y que se compara con la obra de Dickens, en la que sin duda influyó poderosamente. Fielding la consideraba su mejor novela.

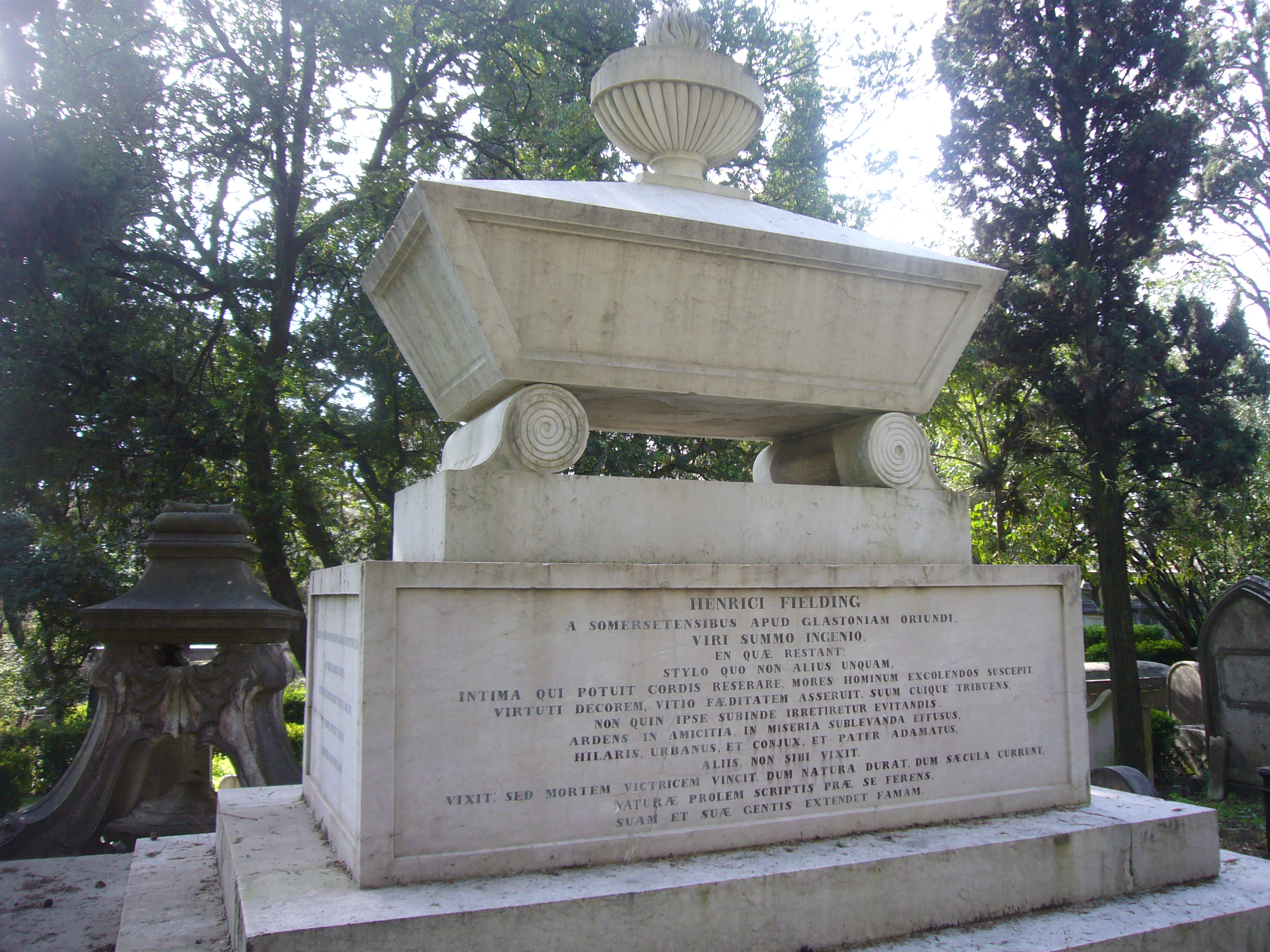
Tumba de Fielding en Lisboa.

En 1752, volvió al periodismo político como editor de The Covent Garden Journal (El periódico de Covent Garden), que se publicó, con gran éxito —tenía una tirada de más de 1000 ejemplares semanales— entre el 4 de enero y el 25 de noviembre del mencionado año, y que Fielding usó para denunciar los males de su tiempo prescindiendo de su estilo satírico. En 1753, con la salud resentida por la gota y la tisis, Fielding pidió una excedencia en su puesto de magistrado, en el que lo sustituyó su hermanastro sir John Fielding, y viajó al balneario de Bath.
Al año siguiente, con la esperanza de mejorar su salud, sus médicos le recomendaron viajar a latitudes más cálidas y de clima más benévolo, y Fielding se embarcó con su familia hacia Lisboa. Este viaje constituye el tema de su Diario de un viaje a Lisboa (1755), su último escrito, en el que, tomando como modelo a Jenofonte y Tucídides, Fielding ofrece un retrato de tipos, con un tono más cómico que Amelia. Sin embargo, pese a lo cómico y mordaz del Diario, es bien patente que Fielding se veía morir: en la descripción que hace de sí mismo embarcando hacia Lisboa se muestra como un moribundo inválido que ha de esforzarse hasta por mantener la respiración. Al llegar a Lisboa se sintió profundamente decepcionado (de Lisboa dijo que era la ciudad más horrible del mundo). Establecido en el barrio de Junqueira, y pese a una aparente mejoría, murió dos meses después de su llegada, el 8 de octubre de 1754, a los 47 años de edad, enfermo al parecer de disentería. Fue enterrado en el cementerio británico de la capital lusa, y en 1830 se erigió allí un monumento en su honor.

## Estilo literario
La obra de Fielding, aunque en vida de este generó reacciones contrapuestas que iban desde el desprecio y el rechazo de Samuel Richardson o Samuel Johnson hasta el entusiasmo de David Garrick, no fue en ningún caso tan valorada como lo es en la actualidad, y en todo caso no deja indiferente a nadie. En efecto, la crítica actual reconoce en Fielding a uno de los pilares de la novela inglesa, y lo hace tanto por el carácter pionero de su obra —carácter que el propio Fielding reclama para sí en su Joseph Andrews, al afirmar en su prólogo que se dispone a crear un nuevo género, la épica cómica en prosa, inédito en Inglaterra—, como por la riqueza y profundidad de la misma. Junto con Samuel Richardson, y más aún que él, Fielding ha sido abiertamente reconocido como el padre de la novela inglesa por escritores de la talla de Charles Dickens o Walter Scott, en los que influyó decisivamente. De hecho, al contrario que la obra de muchos contemporáneos suyos, la temprana muerte de Fielding no supuso ni una caída ni un incremento brusco de su popularidad literaria, la cual, no obstante, no hizo sino incrementarse: ya en 1791, James Boswell reconocerá, frente a las opiniones de su amigo Samuel Johnson, la excelencia de la obra de Fielding; e incluso a pesar de ser visto como un escritor lascivo (debido a los pocos reparos que tiene en ofrecer escenas de contenido vagamente sexual) por parte del público victoriano, su obra no dejó de publicarse y leerse a lo largo del siglo XIX. En el siglo XX, su reputación queda plenamente establecida con la publicación de numerosos estudios críticos y ensayos sobre su obra y vida. En general, se considera que los planteamientos formales propuestos por Fielding en lo referido a cómo ha de ser y qué ha de comprender una novela influyeron tan poderosamente en la literatura victoriana que habitualmente se habla de que fue en ella donde fueron desarrollados en toda su extensión.
Una de las principales características de todas las novelas de Fielding es que, mientras que escritores de la época como Defoe y Richardson intentaron ocultar la naturaleza ficticia de su obra, haciendo uso para ello de las "memorias" o de la forma epistolar, respectivamente, como método para hacer su historia verosímil y próxima a la realidad, Fielding adoptó, en toda su obra, un estilo diametralmente opuesto, en el que el autor no hace ningún esfuerzo por esconder su presencia en la misma, ni tampoco trata de ocultar los artificios literarios de los que hace uso; antes bien, hasta se los comenta al lector. Esto constituyó una auténtica revolución en el campo de la novela, y, de hecho, Fielding es el primer gran novelista que reconoció su historia como pura invención —incluso su admirado Cervantes insistía en que el Quijote estaba extraído de una crónica árabe escrita por Cide Hamete Benegelí. La influencia de Fielding sobre Laurence Sterne o Denis Diderot en este aspecto es clara.
En este sentido, las novelas de Fielding, en especial el Tom Jones, contienen una gran autorreflexión. Abiertamente y con absoluta naturalidad, el autor conversará con el lector sobre la trama y la forma de la misma, discutiendo y justificando su estructura y los hechos que van ocurriendo, y haciendo crítica literaria, advirtiendo en todo momento al lector de que la realidad se extiende más allá de su novela, y denunciando, de manera indirecta, la pretenciosa artificialidad de escritores como Richardson, quienes pretendían ofrecer con sus novelas una realidad cerrada y perfecta. Paradójicamente, las novelas de Fielding, al no pretender plasmar la realidad tal cual es, sino lo que el autor siente de ella, consiguen ofrecer de ella lo más relevante, y de esta forma se ha dicho que constituyen, junto con la obra de su contemporáneo Tobias Smollett (la cual destaca por sus cruentas descripciones), uno de los primeros ejemplos de novela realista que se conoce.
El estilo de Fielding logra realizar vívidos retratos de la humanidad sin ofrecer más que unos pocos trazos de la misma, poniendo de manifiesto todos los vicios y virtudes que, amalgamados, componen el alma humana. Además, a diferencia de su rival y contemporáneo Richardson, Fielding hace uso de un mucho mayor número de personajes, extraídos de todas las clases sociales, ofreciendo memorables retratos de la sociedad de la época. Los personajes de Fielding suelen ser, a menudo, tipos sociales; así, por ejemplo, el squire Western del Tom Jones es un típicamente poco sofisticado e inculto caballero tory rural, obsesionado con la caza del zorro, que bebe demasiado y con un afán desmedido por acrecentar sus posesiones. Los retratos de tipos de Fielding beben directamente de la tradición picaresca, pero, además, personajes como Tom Jones o Amelia Booth suponen creaciones genuinas dotadas de gran viveza no tanto por la profundización en su psicología sino por medio de hacerlos actuar; para su creación Fielding se valió de todos los recursos que había adquirido como dramaturgo, donde no podía profundizar psicológicamente en los personajes para caracterizarlos. Es, efectivamente, algo característico de la obra de Fielding y de sus contemporáneos la falta de realismo psicológico de sus personajes, cuyos pensamientos y emociones rara vez se exploran con profundidad. Sin embargo, Fielding compensa esto con una preocupación casi constante por descubrir el orden universal de las cosas. La épica cómica de Fielding, aunque esencialmente estática, ofrece, por tanto, un maravilloso abanico de personajes cuyos motivos y comportamientos están grandemente predeterminados por el tipo que representan. En ellos, existe una cierta profundidad emocional al retratarlos, y sin duda se desenvuelven en una compleja realidad de interacciones e interrelaciones humanas, con la continua presencia del narrador omnisciente (el propio Fielding), quien de continuo vierte opiniones sobre la historia y la naturaleza humana, y cuya compañía muchos de los lectores modernos llegan a disfrutar.
Otro aspecto muy valorado en Fielding es su destreza expresiva y la elegancia de su lenguaje, con el que abandona el alambicado léxico de los autores augustanos en pos de una mayor sencillez, evitando latinismos (pero sin olvidarse de las citas latinas, que Fielding valoraba sobremanera) y ambigüedades, sutilezas inútiles, lenguajes oscuros y las metáforas excesivas, que hasta llega a parodiar en algunos pasajes de su obra. Estructuralmente, sus frases son complejas y largas, pero fáciles de leer incluso para un lector moderno, al que quizá se le escapen cultismos anglosajones hoy en día en desuso. La fina ironía de la que hace gala allí donde sea más apropiada también es característica de su obra, y se cree que influyó en el estilo de Jane Austen, lectora suya.
Quizá además cabría señalar que, aunque desconocido como dramaturgo fuera del mundo anglosajón, Fielding ha sido considerado como el principal autor de comedias del siglo XVIII, y es sin duda una figura muy apreciada. George Bernard Shaw lo consideraba, incluso, el mayor dramaturgo inglés después de Shakespeare. No obstante, quizá por enmarcarse dentro de la tradición teatral dieciochesca, con tramas poco sentidas y tan de marcado carácter moralizante, su popularidad como dramaturgo no alcance a la que mantiene como novelista.

## Obras
- Love in Several Masques (1728). Obra de teatro.
- Rape upon Rape (1730). Obra de teatro.
- The Temple Beau (1730). Obra de teatro.
- The Author's Farce (1730). Obra de teatro.
- The Tragedy of Tragedies; or, The Life and Death of Tom Thumb (1730). Obra de teatro.
- The Coffee-house politician (1730). Obra de teatro.
- Grub-Street Opera (1731). Obra de teatro.
- The Modern Husband (1732). Obra de teatro.
- Don Quixote in England (1734). Obra de teatro, varias ediciones en castellano, por ejemplo Don Quijote en Inglaterra. Ed. y trad. de Antonio Ballesteros González, Madrid: Publicaciones de la Asociación de Directores de Escena de España, 2005.
- Pasquin (1736). Obra de teatro.
- The Historical Register for the Year 1736 (1737). Obra de teatro.
- Shamela An Apology for the Life of Mrs. Shamela Andrews (1741). Novela.
- La historia de las aventuras de Joseph Andrews (The History of the Adventures of Joseph Andrews and his Friend, Mr. Abraham Abrams, 1742). Novela.
- Misceláneas (Miscellanies, 1743). En ella se puede encontrar la novela La historia de la vida del difunto señor Jonathan Wild, el Grande (The History of the Life of the Late Mr Jonathan Wild the Great) y Viaje de este mundo al otro (A Journey from This World to the Next).
- El patriota (1745). Periodismo político.
- El marido femenino (The Female Husband, 1746). Fue publicado anónimamente como El marido femenino, o la sorprendente historia de Mrs. Mary alias Mr George Hamilton, que fue condenado por haberse casado con una joven mujer de Wells y vivir con ella como su marido, recogida de sus propios labios desde su confinamiento. Es un panfleto o reportaje novelado de un caso conocido en la época.
- Diario jacobita (1747). Periodismo político.
- Tom Jones (The History of Tom Jones, a Foundling, 1749). Novela.
- Amelia (1751). Novela.
- The Covent Garden Journal (1752). Periodismo social.
- Proposal for Making Effective Provision for the Poor (1753). Panfleto social.
- El diario de un viaje a Lisboa (Journal of a Voyage to Lisbon, 1755). Libro de viaje.

## Valoración
La carrera de Fielding como dramaturgo ha sido ensombrecida por su carrera como novelista. Pretendía escribir «poemas épico-cómicos en prosa». Junto con Richardson, se considera que renovó la novela como género dentro de la literatura británica. Abandonó la forma epistolar. Postuló una nueva estructura en la cual se basaron escritores posteriores, como Dickens o Thackeray. Describió con realismo la clase media inglesa. Nunca olvidó imbricar sus historias y personajes en su propio ambiente, historia y cultura, y estuvo siempre atento a las circunstancias reales de sus lectores, con los que consigue conectar.